# コスモシス
コスモシス（Cosmosis）はゴアトランスに特化した電子音楽プロジェクト。当初、最初のアルバム（広くゴアトランスにおける古典とみなされる『Cosmology』）のためにビル・ハルゼーとジェズ・バン・カンペンから成った。『Synergy』を含むその後のアルバムはより旋律的でなく複雑なサイトランスのサウンドに傾き、ビル・ハルゼー（別名:ビルボー・バギンズ）のみによって制作された。